# 오양우
오양우(吳良遇, ? ~ 1319년)는 고려의 문신이다. 본관은 해주(海州)이다.

## 생애
1260년(원종(元宗) 1년) 문과에 급제하고, 관직은 통헌대부(通憲大夫)에 올랐다.
1286년(충렬왕 12) 음력 11월 15일(양력 12월 1일) 직사관(直史館)으로서 원나라에 바치기 위한 국사(國史)를 편찬하였다. 이후 밀직부사(密直副使)로 치사하였다.
1309년(충선왕 1) 음력 7월 22일(양력 8월 27일)에 충렬왕(忠烈王)의 시호를 원나라에 요청하는 표문(表文)을 짓고, 이후에도 표문과 전문(箋文)의 작성을 맡았다.
벼슬은 도첨의평리(都僉議評理)에 이르렀으며, 1319년(충숙왕 6) 윤8월 17일(양력 10월 1일)에 졸(卒)하였다.

## 가족
- 조부 : 오종윤(吳宗尹)
  - 부: 오극정(吳克正)
    - 형 : 오한경(吳漢卿) → 오형(吳詗)